# محمد صبحي أبو غنيمة
محمد صبحي أبو غنيمة (1902 - 1972)، هو شاعر وطبيب وسياسي أردني.

## حياته
من مواليد عام 1902م بمدينة إربد الأردنية، وبعد أن أنهى المرحلة الثانوية سافر إلى برلين ودرس في جامعتها وتخرج طبيبا.
أتقن عدة لغات أوروبية إلى جانب ضلوعه في اللغة العربية، وقد أصدر في برلين «جريدة الميثاق» و «مجلة الحمامة» عام 1924م، وعمل سفيرا للأردن في سورية في اخريات حياته.
كان واسع الاطلاع، ونشر عدة مقالات في الصحافة العربية، كما ترجم لشعراء ألمان وفرنسيين. وأصدر عدة كُتب.
```
ومن أصدقاء عرار، درسا معاً في 
إربد
، وفي مدرسة عنبر 
بدمشق
، وفي تجهيزاية 
حلب
، واشتغلا في المعارضة في الحقل السياسي، ثم اختار دمشق دار اقامة له، ودرس الطب في ألمانيا في 
جامعة برلين
، ومارس مهنة الطب أربع سنوات، وفي عام 1964 عين سفيراً للأردن لدى سورية وظل فيها حتى وافاه الأجل المحتوم. له مجموعة من القصائد المترجمة عن الألمانية، وله كتاب أصدر في ألمانيا أثناء دراسته مجلة «الحمامة». وتوفي عام 1972م.
[
1
]
```

## من مؤلفاته
- «نظرة في أعماق الإنسان».
- «الجهاز المجهول».
- «أغاني الليل».
- * «مع الأيام».

### الترجمة
ترجم لشعراء ألمان وفرنسيين.

## وصلات خارجية
- نظره في اعماق الأنسان